# Doina Timișului
Doina Timișului este un ansamblu folcloric înființat în 1959 la Timișoara. Reunește studenți de la aproape toate facultățile din oraș. 

## Repertoriu
Repertoriul orchestrei, a interpreților și soliștilor instrumentiști cuprinde melodii din toate zonele României: de la doina din Banat la brâul din Muntenia, de la hora din Moldova la învârtita din Transilvania, care constituie un amplu mozaic, reprezentativ și pitoresc al melosului popular românesc.